# Particolare
In logica, il particolare è ciò che si caratterizza come parte o che appartiene ad una parte. L'aggettivo "particolare" determina di norma alcune proposizioni logiche. Secondo Aristotele, la proposizione particolare è quella che "esprime l'inerenza a qualche cosa o la non inerenza a qualche cosa o la non inerenza a ogni cosa" (Analitici primi, I, 1, 24a 13). Il contrario della proposizione particolare è quella universale.
Da un punto di vista metafisico, già nella tradizione aristotelica (De anima, libri II e III), deputati alla percezione dei particolari sono i sensi, mentre all'intelletto spetta di cogliere gli universali.